# Abropelta fusarioides
Abropelta fusarioides är en svampart som beskrevs av B. Sutton 1986. Abropelta fusarioides ingår i släktet Abropelta, divisionen sporsäcksvampar och riket svampar.   Inga underarter finns listade i Catalogue of Life.